# Neufmaisons
Neufmaisons település Franciaországban, Meurthe-et-Moselle megyében. Lakosainak száma 212 fő (2022. január 1.). Neufmaisons Raon-l’Étape, Bertrichamps, Pexonne, Pierre-Percée, Vacqueville, Veney és Celles-sur-Plaine községekkel határos.

## Népesség
A település népességének változása:
| Lakosok száma | 248  | 178  | 175  | 218  | 231  | 232  | 234  | 227  | 224  | 212  |
|               | 1968 | 1982 | 1990 | 2006 | 2013 | 2015 | 2017 | 2019 | 2020 | 2022 |